# Octavian Vâlceanu
Octavian Vâlceanu (Bucarest, 13 ottobre 1996) è un calciatore rumeno, portiere del Concordia Chiajna.

## Carriera
Cresciuto nel settore giovanile dello Sportul Studențesc, debutta in prima squadra il 24 novembre 2013 in occasione dell'incontro di Liga II pareggiato 1-1 contro il Foresta Suceava; al termine della stagione scende di categoria passando al Viitorul Domnești, dove gioca con regolarità collezionando 100 presenze in quattro stagioni. Nel gennaio 2018 viene acquistato dall'Acad. Clinceni con cui ottiene la promozione in prima divisione nel 2019; fa il suo debutto in Liga I il 27 luglio giocando il match perso 2-0 contro il FC Politehnica Iași.

## Statistiche
Statistiche aggiornate al 31 gennaio 2021.

### Presenze e reti nei club
| Stagione                 | Squadra                  | Campionato               | Campionato | Campionato | Coppe nazionali | Coppe nazionali | Coppe nazionali | Coppe continentali | Coppe continentali | Coppe continentali | Altre coppe | Altre coppe | Altre coppe | Totale | Totale | Totale |
| Stagione                 | Squadra                  | Comp                     | Pres       | Reti       | Comp            | Pres            | Reti            | Comp               | Pres               | Reti               | Comp        | Pres        | Reti        | Pres   | Reti   |        |
| ------------------------ | ------------------------ | ------------------------ | ---------- | ---------- | --------------- | --------------- | --------------- | ------------------ | ------------------ | ------------------ | ----------- | ----------- | ----------- | ------ | ------ | ------ |
| 2012-2013                | Sportul Studențesc       | L2                       | 8          | 0          | CR              | 0               | 0               |                    | -                  | -                  |             | -           | -           | 8      | 0      |        |
| 2014-2015                | Viitorul Domnești        | L3                       | 26         | 0          | CR              | 0               | 0               |                    | -                  | -                  |             | -           | -           | 26     | 0      |        |
| 2015-2016                | Viitorul Domnești        | L3                       | 24         | 0          | CR              | 0               | 0               |                    | -                  | -                  |             | -           | -           | 24     | 0      |        |
| 2016-2017                | Viitorul Domnești        | L3                       | 26         | 0          | CR              | 0               | 0               |                    | -                  | -                  |             | -           | -           | 26     | 0      |        |
| 2017-gen. 2018           | Viitorul Domnești        | L3                       | 24         | 0          | CR              | 0               | 0               |                    | -                  | -                  |             | -           | -           | 24     | 0      |        |
| Totale Viitorul Domnesti | Totale Viitorul Domnesti | Totale Viitorul Domnesti | 100        | 0          |                 | 0               | 0               |                    | -                  | -                  |             | -           | -           | 100    | 0      |        |
| 2017-2018                | Acad. Clinceni           | L2                       | 3          | 0          | CR              | 0               | 0               |                    | -                  | -                  |             | -           | -           | 3      | 0      |        |
| 2018-2019                | Acad. Clinceni           | L2                       | 28         | 0          | CR              | 0               | 0               |                    | -                  | -                  |             | -           | -           | 28     | 0      |        |
| 2019-2020                | Acad. Clinceni           | L1                       | 28         | 0          | CR              | 1               | 0               |                    | -                  | -                  |             | -           | -           | 29     | 0      |        |
| 2020-2021                | Acad. Clinceni           | L1                       | 20         | 0          | CR              | 0               | 0               |                    | -                  | -                  |             | -           | -           | 20     | 0      |        |
| Totale Acad. Clinceni    | Totale Acad. Clinceni    | Totale Acad. Clinceni    | 79         | 0          |                 | 1               | 0               |                    | -                  | -                  |             | -           | -           | 80     | 0      |        |
| Totale carriera          | Totale carriera          | Totale carriera          | 187        | 0          |                 | 1               | 0               |                    | -                  | -                  |             | -           | -           | 188    | 0      |        |